# 潘絜兹
潘絜兹（1915年9月—2002年8月10日），原名昌邦，斋号春蚕画室，浙江武义人，中国画家、学者。擅长工笔人物画，亦对敦煌壁画、服饰等有较深的研究。曾做過動畫《九色鹿》的動畫腳本編創工作。

## 生平
潘絜兹是浙江武义原宣平上坦人。1932年，潘絜兹入北京京华美术学院，师事吴光宇、徐燕荪，专攻工笔重彩人物画。
1937年在张自忠的部下做宣传工作。曾在四川临摹蓬溪梵明寺壁画。1945年到国立敦煌艺术研究所从事古代壁画的研究工作，潘对敦煌石窟壁画做了长期的研究和临摹。
1951年调北京参加筹备敦煌文物展览，后任中国历史博物馆美术组组长。1956年到1957年访问波兰和捷克斯洛伐克等国，考察文物保护和壁画修复工作。1958年调中国美术家协会工作，1956年调北京画院工作，同年主持山西永乐宫迁建後的壁画修复工作。1978年在北京举办个人画展。
1995年10月15日，潘絜兹艺术馆在他的家乡柳城龙山公园建成开馆，潘絜兹亲赴开馆仪式，并捐赠了代表各个时期的艺术精品及尹瘦石、刘勃舒、刘春华、何海霞等书画家的作品400余件。
2002年8月10日，潘絜兹因病于北京逝世，享年88岁。

## 作品
其代表作品有《石窟艺术的创造者》《岳飞抗金图》《白居易场面炭翁诗意》《牧笛》《李白妇女诗集绘百图》《屈原九歌图组画》、《白居易长恨歌画传》《中国神话组画》等。编者有《山西壁画》《敦煌画服饰资料》、《阎立本和吴道子》《工笔重彩人物画法》等。

## 轶事
- 潘絜兹曾负责1981年由上海美术电影制片厂制作的动画《九色鹿》的动画脚本编创工作[7][8]。此动画采用敦煌壁画的形式，具有中国古代佛教绘画的风格。
- 潘絜兹常以“春蚕精神”自励[9]，其亦将其书斋命名为“春蚕画室”。据其弟子所言，潘絜兹曾解释过“春蚕”的寓意：

|          | 我是一个务实的人，力戒妄念，只以春蚕精神自励。艺术如传薪，薪有熄时，火传万代。我立志为复兴工笔重彩奉献一生，愿如春蚕，吐丝至死，锦绣炳焕！有蚕之功。发扬中华民族文化，是我毕生宏愿。我的画室取名为‘春蚕’，意亦在此。 |
| ——潘絜兹 | |

其《春蚕颂》中亦对“春蚕”的品质进行了高度赞美：
|          | 春蚕化生，蕞而微虫，春蚕何取，一桑始终。春蚕春蚕，万世可风。 |
| ——潘絜兹 |                                                              |